# Vixen (álbum)
| Críticas profissionais                                                      | Críticas profissionais |
| Avaliações da crítica                                                       | Avaliações da crítica  |
| Fonte                                                                       | Avaliação              |
| --------------------------------------------------------------------------- | ---------------------- |
| AllMusic                                                                    | [ 1 ]                  |
| Esta tabela precisa de ser acompanhada por texto em prosa. Consulte o guia. |                        |

Vixen é o auto-intitulado álbum de estréia da banda de hard rock americana Vixen. Foi lançado em 1988 nos Estados Unidos e na Europa e contou com os hits "Edge of a Broken Heart" e "Cryin".
Richard Marx, um dos artistas de maior sucesso do final dos anos 1980, esteve envolvido no início de carreira, com a co-produção do álbum e compôs um dos maiores hits do Vixen, "Edge of a Broken Heart".

## Faixas
| N.º            | Título                   | Compositor(es)                                        | Duração |  |
| 1.             | "Edge of a Broken Heart" | Richard Marx, Fee Waybill                             | 4:24    |  |
| 2.             | "I Want You to Rock Me"  | David Cole, Gardner                                   | 3:30    |  |
| 3.             | "Cryin'"                 | Gregg Trip, Jeff Paris                                | 3:32    |  |
| 4.             | "American Dream"         | Jon Butcher                                           | 4:19    |  |
| 5.             | "Desperate"              | Brian Miku, Leah Santos, Kuehnemund                   | 4:16    |  |
| 6.             | "One Night Alone"        | Tripp, Paris                                          | 3:50    |  |
| 7.             | "Hell Raisers"           | Scott Metaxas, Kenneth Dubman, Vixen, Spencer Proffer | 4:27    |  |
| 8.             | "Love Made Me"           | John Keller, Marcy Levy, Michael Caruso               | 3:18    |  |
| 9.             | "Waiting"                | Kuehnemund, Gardner                                   | 3:11    |  |
| 10.            | "Cruisin'"               | Kuehnemund, Gardner, Keith Krupp                      | 4:24    |  |
| Duração total: | Duração total:           | Duração total:                                        | 43:18   |  |

| Faixa bônus nas edições CD e MC |                |                |         |  |
| N.º                             | Título         | Compositor(es) | Duração |  |
| 11.                             | "Charmed Life" | Tripp, Paris   | 4:05    |  |

| Faixa bônus na edição japonesa |                |                              |         |  |
| N.º                            | Título         | Compositor(es)               | Duração |  |
| 11.                            | "Give It Away" | Geoff Leib, Michael Thompson | 3:32    |  |

## Créditos

### Vixen
- Janet Gardner → vocal, guitarra rítmica
- Jan Kuehnemund → guitarra rítmica e solo, vocal de apoio
- Share Pedersen → baixo, vocal de apoio
- Roxy Petrucci → bateria e vocal de apoio

Com
- Derek Nakamoto → teclado
- Richard Marx → teclado
- Vivian Campbell → guitarra acústica

## Desempenho nas tabelas musicais
| Chart (1988–89)                       | Maior posição |
| ------------------------------------- | ------------- |
| Alemanha (Offizielle Deutsche Charts) | 39            |
| Estados Unidos (Billboard 200)        | 41            |
| Reino Unido (UK Albums Chart)         | 66            |
| Suécia (Sverigetopplistan)            | 47            |

| Ano  | Single                   | Chart             | Posição |
| ---- | ------------------------ | ----------------- | ------- |
| 1988 | "Edge of a Broken Heart" | Billboard Hot 100 | 26      |
| 1989 | "Cryin'"                 | Billboard Hot 100 | 22      |
| 1989 | "Love Made Me"           | UK Singles Chart  | 36      |